# Adolf Gabriel
Adolf „Addi“ Gabriel (* 2. Juli 1943 in Kiel; † 14. Juli 2015) war ein deutscher Handballspieler, Handballtrainer und Fußballfunktionär.

## Werdegang
Adolf Gabriel wuchs im Kieler Stadtteil Hassee auf. 1949 begann er beim THW Kiel mit dem Handball, zunächst als Feldspieler, später dann als Torwart. Daneben trainierte er die Jugend der Zebras und gewann mit der A-Jugend-Mannschaft 1971 die deutsche Meisterschaft. 1972 ging er zum KSV Holstein, wo er als Nachfolger von Kurt Bartels, der zum THW wechselte, Trainer der Handball-Frauenmannschaft wurde. Bereits nach einer Spielzeit kehrte er zum THW zurück und übernahm von Bartels das Traineramt der Männermannschaft, die am Ende der Saison 1972/73 in die Regionalliga abgestiegen war. Unter Gabriel gelang dem THW in der darauf folgenden Spielzeit als verlustpunktfreier Meister der Regionalliga Nord der sofortige Wiederaufstieg in die Handball-Bundesliga. 1975 verließ er den THW und wollte ursprünglich wieder Trainer bei Holstein werden. Nachdem sich aber einige Spielerinnen gegen ihn aussprachen, wurde er Trainer beim Männer-Oberligisten Büdelsdorfer TSV.
Ab 1978 war Gabriel hauptamtlicher Geschäftsführer beim Schleswig-Holsteinischen Fußballverband. 1987 musste er seine berufliche Laufbahn aufgrund einer schweren Erkrankung beenden.
Adolf Gabriel war mit Renate Gabriel (geb. Reese), einer ehemaligen Handballspielerin des KSV Holstein, verheiratet. Das Paar hatte zwei Söhne, die beide Handball spielen. Thimo, der Ältere, war Juniorennationalspieler und spielte als Torwart mit der HSG Tarp-Wanderup in der 2. Handball-Bundesliga.